# Василенко Наталія Василівна
Василенко Наталія Василівна (9 лютого 1933, Сміла, нині Черкаська обл. — 15 квітня 1994, Севастополь) — живописець і графік., член СХУ з 1971року. 

## Біографія
Народилася 2 лютого 1933 року в м. Сміла (нині Черкаська область).
У 1960 році закінчила  Київський художній інститут, вчилася у Г. Меліхова. Працювала у Севастопольських майстернях Художнього фонду України. 
З 1961 року — учасниця обласних та республіканських мистецьких виставок.
Померла 15 квітня 1994 року в м. Севастополь.

## Творчість
Манера письма реалістична; для робіт художниці характерні алегорія та монументально-узагальнене вирішення художнього образу, насиченість кольору й різноманітність колориту. Роботи майстрині зберігаються у Севастопольському художньому музеї.

### Твори
«Весняний сад» (1970), «Астрофізик В. Прокоф'єв», «Святковий Севастополь» (обидва – 1971), «Батько» (1974), «Пам'яті чорноморців» (1975), «Кримські винороби» (1977); графічні серії – «Античні поети» (1971–81), «Віват Чорноморському флоту», «Вступ Червоної Армії у Севастополь» (обидві – 1984).